# Carl Ludvig Dævel
Carl Ludvig Dævel, född 23 oktober 1784 i Stockholm, död 18 januari 1854, var en svensk militär.
Dævel var son till armékaptenen Fredrik Ludvig Dævel och erhöll enskild undervisning i kombination med undervisning vid krigsakademien på Karlberg utan att vara inskriven där. 1796 blev han sergeant vid Konungens Göta livgarde och samma år fänrik utan lön. Han blev löjtnant med lön 1805 och deltog med sitt regemente i fälttåget i Tyskland 1805-1806. Dævel var sommaren 1808 befälhavare vid Fredriksborgs skans.
I juli samma år följde han med Svenska gardesregementet som hans regemente nu bytt namn till över till Åland och deltog i landstigningen vid Lokalaks 17 september och striderna som utspelade sig där 17-18 september samt vid Järvenperä 26 september. Under reträtten till Helsinge efter slaget vid Viais 28 september hade han till uppgift att skydda arriärgardets artilleri. Reträtten ägde rum under hårda strider och två gånger måste Dævel genom bajonettanfall driva undan de förföljande ryska trupperna. Han möttes därefter av Gustav IV Adolfs besked om gardesregementenas degradering, och deltog 18 oktober i inlämningen av gardesfanorna vid Grelsby på Åland. I ett brev till sin far skrev han efter händelsen Jag nekar ej till att jag verkligen tusende gånger heldre önskat mig en rysk kula än ett sådant här mycket oförtjänt öde.... Dævel transporterades som löjtnant till Upplands regemente som han sedan kom att tillhöra under hela sin återstående tjänstetid. I april 1809 befordrades han till kapten. Han deltog med regementet i träffningen vid Ratan 20 augusti 1809. Dævel blev stabskapten vid Upplands regemente juni 1813 och deltog med regementet i tyska fälttåget och deltog i slaget vid Grossbeeren, slaget vid Dennewitz och slaget vid Leipzig.
Han deltog därefter även i 1814 års fälttåg i Norge. Under norska fälttåget var inte inblandade i några viktigare strider. En annan händelse av vikt utspelade sig dock under arméns förläggning i Tistedalen. Det visade sig att kompanichefen major Karl Vilhelm Bauman gjort sig skyldig till förskingring av manskapets avlöningsmedel. Då regementschefen inte gjorde några ansatser för att straffa Bauman ansåg sig officerskåren för att skydda sin heder ta saken i egna händer. Dævel utsågs till dess representant och utmanade å officerskårens vägnar Bauman till duell. Vid duellen som ägde rum 18 oktober 1814 blev Bauman svårt sårad medan Dævel klarade sig utan någon allvarligare skada. Som tack överlämnade officerskåren senare en hedersvärja åt honom.
Dævel utnämndes 1817 till major i generalstaben, andre major vid Upplands regemente 1819, var ledamot av kommissionen angående nytt exercisreglemente för infanteriet 1820-1824 och blev 1820 kommendant i Stockholm och överstelöjtnant i generalstaben. Han blev 1821 förste major vid Upplands regemente, var ledamot av kommittén angående ny krigslag (betänkande avgivet juli 1826), överste i armén 1827 och i generalstaben 1831. 1831 blev Dævel även överstelöjtnant och 1837 överste och chef för Upplands regemente. Han var 1837 ledamot av kommittén för granskning av det av Gustaf Jacob af Dalström utarbetade förslaget till ordning- och tjänstgöringsreglemente för armén (betänkande avgivet 1839).
Som kommendant i Stockholm deltog han i upprätthållandet av ordningen i samband med de Crusenstolpska kravallerna och marsoroligheterna 1848. Efter marsoroligheterna riktades kritik mot överståthållaren Jakob Wilhelm Sprengtporten och kommendanten Dævel för att de dröjt med att ingripa mot orosstiftarna. Överståthållaren som 1838 tvingats avgå på grund av oroligheterna då men återinsatts av Oskar I vid hans tronbestigning 1844 medgav visst ansvar men försökte skjuta över skulden på Dævel. Dævel å sin sida menade att de båda gjort sin plikt och att han så snart ha fått rapport om oroligheter begett sig dit och att han själv sårats och hans häst sårats så svårt att han tvingats avliva den på plats. Efter händelserna valde Dævel att avgå.
Dævel blev riddare av svärdsorden 1814, ledamot av krigsvetenskapsakademien 1821 och kommendör av svärdsorden 1848.